# San José Acoculco
San José Acoculco är en ort i Mexiko.   Den ligger i kommunen Atotonilco de Tula och delstaten Hidalgo, i den sydöstra delen av landet, 60 km norr om huvudstaden Mexico City. San José Acoculco ligger 2 145 meter över havet och antalet invånare är 688.
Terrängen runt San José Acoculco är kuperad åt nordväst, men åt sydost är den platt. Runt San José Acoculco är det ganska tätbefolkat, med 160 invånare per kvadratkilometer. Närmaste större samhälle är Colonia Santa Teresa, 15,5 km sydost om San José Acoculco. Trakten runt San José Acoculco består i huvudsak av gräsmarker.